# Sophia av Braunschweig-Lüneburg
Sophia av Braunschweig-Lüneburg, född omkring 1358, död 1416, hertiginna av Sachsen-Lauenburg. Dotter till hertig Magnus II av Braunschweig-Lüneburg (stupad 1373) och Katharina av Anhalt-Bernburg (död 1390).
Sophia gifte sig 8 april 1373 med hertig Erik IV av Sachsen-Lauenburg (1354-1412). Paret fick följande barn:
1. Erik V av Sachsen-Lauenburg (död 1436), hertig av Sachsen-Lauenburg
2. Johan IV av Sachsen-Lauenburg (dödad 1414), hertig av Sachsen-Lauenburg
3. Albrecht av Sachsen-Lauenburg (dödad 1421), kanik i Hildesheim
4. Magnus av Sachsen-Lauenburg (död 1452), biskop av Hildesheim och Kammin
5. Bernhard II av Sachsen-Lauenburg (död 1463), hertig av Sachsen-Lauenburg
6. Otto av Sachsen-Lauenburg (död före 1431)
7. Agnes av Sachsen-Lauenburg (död före 1415), gift med greve Albrekt II av Holstein (död 1403)
8. Agnes av Sachsen-Lauenburg (död cirka 1435), gift med hertig Wartislav VIII av Pommern (1373-1415)
9. Katharina av Sachsen-Lauenburg (död tidigast 1448), gift 1. med furst Johann VII av Mecklenburg-Werle (död 1414), gift 2. med hertig Johan IV av Mecklenburg (död 1422)
10. Sophie av Sachsen-Lauenburg (död 1462), gift med hertig Wartislav IX av Pommern (död 1457)